# Cephalocereus
Cephalocereus ist eine Pflanzengattung aus der Familie der Kakteengewächse (Cactaceae). Der botanische Name der Gattung leitet sich vom griechischen Substantiv „κεφαλή“ (chephale) für Kopf ab und bedeutet Kopfiger Cereus.

## Beschreibung
Die säulenförmig und aufrecht wachsenden Arten der Gattung Cephalocereus sind verzweigt oder nicht verzweigt und erreichen Wuchshöhen von 10 bis 12 Meter. Die hellgrünen, mit dem Alter grau werdenden Triebe haben einen Durchmesser von bis zu 40 Zentimeter und sind Nähe der Spitze fast vollständig von dichten Dornen bedeckt. Auf den 12 bis 30 (oder mehr) senkrechten Rippen sitzen in dichtem Abstand dimorphe Areolen. Die bis 5 Mitteldornen sind gelblich bis grau und bis zu 4 Zentimeter lang. Die zahlreichen, borstigen oder haarähnlichen Randdornen hüllen für gewöhnlich den Trieb dicht ein.
Die mittelgroßen, röhren- bis glockenförmigen Blüten entstehen aus einem Pseudocephalium und öffnen sich in der Nacht. Der Blütenbecher und die Blütenröhre sind mit kleinen Schuppen besetzt.
Die eiförmige Früchte haben kleine Schuppen, sind bewollt und besitzen einen ausdauernden Blütenrest. Die glatten, birnenförmigen Samen sind schwarz.

## Systematik und Verbreitung
Die Arten der Gattung Cephalocereus sind in Süd-Mexiko in den Bundesstaaten Puebla, Oaxaca, Hidalgo und Guanajuato verbreitet, wo sie oft dichte Wälder bilden.
Die Erstbeschreibung der Gattung wurde 1838 von Ludwig Georg Karl Pfeiffer vorgenommen. Die Typusart der Gattung ist Cephalocereus senilis.

### Systematik nach N.Korotkova et al. (2021)
Untersuchungen von Héctor J. Tapia und Mitarbeitern zeigen, dass die Gattung Cephalophorus nur durch die Einbeziehung der eng verwandten Gattungen Neobuxbaumia und Pseudomitrocereus eine monophyletische Gruppe bilden.
Die Gattung umfasst folgenden Arten:
- Cephalocereus apicicephalium E.Y.Dawson
- Cephalocereus columna-trajani (Karw. ex Pfeiff.) K.Schum.
- Cephalocereus euphorbioides (Haw.) Britton & Rose
- Cephalocereus fulviceps (F.A.C.Weber ex K.Schum.) H.E.Moore
- Cephalocereus macrocephalus F.A.C.Weber ex K.Schum.
- Cephalocereus mezcalaensis Bravo
- Cephalocereus multiareolatus (E.Y.Dawson) H.J.Tapia & S.Arias
- Cephalocereus nizandensis (Bravo & T.MacDoug.) Buxb.
- Cephalocereus nudus E.Y.Dawson
- Cephalocereus parvispinus S.Arias, H.J.Tapia & U.Guzmán[4]
- Cephalocereus polylophus (DC.) Britton & Rose
- Cephalocereus sanchez-mejoradae (A.B.Lau) H.J.Tapia & S.Arias[5] auch Cephalocereus sanchezmejoradeae, Cephalocereus novus (P.V.Heath) M.H.J.van der Meer. Bis 2021 Neobuxbaumia laui (P.V.Heath) D.R.Hunt.
- Cephalocereus scoparius (Poselg.) Britton & Rose
- Cephalocereus senilis (Haw.) Pfeiff.
- Cephalocereus tetetzo (F.A.C.Weber ex J.M.Coult.) Diguet
- Cephalocereus totolapensis (Bravo & T.MacDoug.) Buxb.

Synonyme der Gattung sind Cephalophorus Lem. (1838, nom. illeg.), Pilocereus Lem. (1839, nom. illeg.), Neobuxbaumia Backeb. (1938), Mitrocereus (Backeb.) Backeb. (1942), Haseltonia Backeb. (1949), Neodawsonia Backeb. (1949), Rooksbya (Backeb.) Backeb. (1960) und Pseudomitrocereus Bravo & Buxb. (1961).

### Systematik nach E.F.Anderson/Eggli (2005)
Zur Gattung gehören die folgenden Arten:
- Cephalocereus apicicephalium E.Y.Dawson
- Cephalocereus columna-trajani (Karw. ex Pfeiff.) K.Schum.
- Cephalocereus nizandensis (Bravo & T.MacDoug.) Buxb.
- Cephalocereus senilis (Haw.) Pfeiff.
- Cephalocereus totolapensis (Bravo & T.MacDoug.) Buxb.

Synonyme der Gattung sind Cephalophorus Lem. (1838, nom. inval.), Pilocereus Lem. (1839, nom. illeg.), Haseltonia Backeb. (1949) und Neodawsonia Backeb. (1949).

## Nachweise